# Lutuamian
Lutuamian (Klamath-Modoc), porodica indijanskih jezika u graničnom području Kalifornije i Oregona, napose na obalama jezera Klamath i Tule, te na Lost Riveru. Porodica Lutuamian dio je Velike porodice Penutian i jedini su joj članovi jezici i plemena Klamath ili Máklaks i Modoc. 
Ime Lutuamian došlo je po nazivu Lutuami, kojim su Indijanci Ilmawi nazivali Modoce. U jeziku nekih Pit River Indijanaca ovaj termin glasi i Lutmáwi, čije je značenje 'lake' ='jezero', dan ovim Indijancima vjerojatno prema lokalitetu, točnije prema jezeru Tule na kojem su Modoci živjeli, i koje je povezano mitom o stvaranju.

## Jezik
Klamath-Modoc [kla]

## Vanjske poveznice
- Ethnologue (14th)
- Ethnologue (15th)
- Lutuamian Family